# 絕頂良駒
絕頂良駒，是日本純種競賽馬匹。生涯活躍於一哩賽事，曾勝出2009年東京新聞盃及富士錦標。

## 出賽前
2004年3月7日出生於北海道千歲市社台牧場，成長途中於拍賣會上被賽馬遊戲「Derby Stallion」開發人兼馬主薗部博之以1942萬日圓購入。
其後交由美浦訓練中心練馬師宗像義忠訓練。

## 競賽生涯

### 3歲
2007年1月27日出戰東京競馬場3歲新馬戰，在中團靠後位置追走下在直路迅速上前，最終成功超越前方所有對手取得勝利。
其後出戰3歲500萬獎金以下條件戰，採用同樣的戰術下在彎道處開始發力，進入直路後迅速壓制對手以1 1/2馬位取得連勝。
休養過後在7月出戰五頭連峰特別，但最終僅跑獲第八的戰績。

### 4歲
進入2008年，其繼續在條件戰之中打拼，上半年接連出戰調布特別、4歲以上1000萬獎金以下條件戰及磐城特別，但分別以第四、第七及第三落敗。
於下半年調整過後，其表現好轉之下在六場賽事中取得三冠一亞兩季，成功晉級公開組。

### 5歲
2009年首戰為三級賽東京新聞盃，同時亦為其首次出戰分級賽。比賽開始後，其選擇在約莫第十附近的中團位置等待時機，在比賽途中維持沉穩的節奏未有上前。進入直路後，其迅速在外檔位置爬升並爆發出優秀的末腳速度，最終壓贏Captain Vega取得首個分級賽冠軍。
其後出戰讀賣盃作為熱身，但採用先行戰術下過於均速僅跑獲第五，6月出戰安田紀念更以第十三大敗。
進入秋季後，其以富士錦標作為起動戰，賽前取得第六人氣。比賽開始後，其緩步順應節奏在中團位置取位，逐步發力下在彎道位置尋找到加速點。進入直路後，其維持在中檔位置逐步透出並展開加速，最終力壓後方衝出的第十一人氣伏兵丸河勝驥及第十五人氣伏兵Michael Barows，贏得第二個分級賽冠軍。
其後以一哩冠軍賽作為下一步的目標，本次比賽採用大後上戰術，在初段一直維持在隊伍最後方位置等待時機。進入直路後，其迅速加速上前逐步蠶食其他對手，最終轟出後600米33.0的速度下僅敗於結伴行、天鷹戰駒、莎貝寶駒及北國隊長取得入板的第五。

### 6歲
2010年仍然以東京新聞盃作為年度首戰，維持尚可的表現下在直路加速一小段路程跑獲第六。
但其後表現未能維持，年間剩下的三場賽事中山紀念、安田紀念及一哩冠軍賽分別以第十、第十二及第十二完賽。

### 7歲
2011年繼續出戰各項賽事，但表現仍然陷於低潮之中下僅有關屋紀念及阿根廷共和國盃取得個位數的之戰。

### 8歲
2012年繼續現役並於年初接受閹割手術，在1月出戰美國賽馬會盃情況稍為回暖以第六完賽，但於其後的鑽石錦標及首都錦標分別以第十六及第十八大敗。
完成以上賽事後，陣營決定安排其退役，在12月6日取消日本中央競馬會的註冊。

### 詳細賽績
| 日期       | 舉辦國家 | 馬場 | 距離   | 級別 | 賽事名稱              | 負重 | 騎師     | 馬號 | 出馬 | 名次 | 時間   | 頭馬（二馬）      |
| ---------- | -------- | ---- | ------ | ---- | --------------------- | ---- | -------- | ---- | ---- | ---- | ------ | ----------------- |
| 27/1/2007  | 日本     | 東京 | 草1800 |      | 3歲新馬               | 56   | 田中勝春 | 14   | 16   | 1    | 1:49.9 | （Tosen March）   |
| 17/2/2007  | 日本     | 東京 | 草1800 |      | 3歲500獎金萬以下      | 56   | 田中勝春 | 10   | 16   | 1    | 1:49.7 | （Tokai Fine）    |
| 28/7/2007  | 日本     | 新潟 | 草1800 |      | 五頭連峰特別          | 54   | 田中勝春 | 13   | 13   | 8    | 1:47.3 | Apple Fier        |
| 23/2/2008  | 日本     | 東京 | 草2000 |      | 調布特別              | 56   | 田中勝春 | 14   | 14   | 4    | 2:01.4 | Suzuno Ogon       |
| 30/3/2008  | 日本     | 中山 | 草1800 |      | 4歲以上1000獎金萬以下 | 57   | 田中勝春 | 6    | 14   | 7    | 1:48.8 | Fast Rock         |
| 29/6/2008  | 日本     | 福島 | 草1800 |      | 磐城特別              | 57   | 田中勝春 | 6    | 11   | 3    | 1:51.7 | Dream Treasure    |
| 19/7/2008  | 日本     | 新潟 | 草1600 |      | 3歲以上500獎金萬以下  | 57   | 田中勝春 | 6    | 18   | 1    | 1:33.2 | （Asahi Baron）   |
| 16/8/2008  | 日本     | 新潟 | 草1600 |      | 月岡溫泉特別          | 55   | 田中勝春 | 15   | 17   | 1    | 1:33.0 | （Meiner Clutch） |
| 26/10/2008 | 日本     | 東京 | 草1800 |      | 電視靜岡賞            | 55   | 田中勝春 | 11   | 11   | 2    | 1:45.9 | 信玄靈駒          |
| 16/11/2008 | 日本     | 東京 | 草1800 |      | 十一月錦標            | 57   | 田中勝春 | 3    | 16   | 3    | 1:48.3 | 昭和革新          |
| 21/12/2008 | 日本     | 中山 | 草1600 |      | 聖誕盃                | 56   | 田中勝春 | 10   | 16   | 1    | 1:34.4 | （天鷹戰駒）      |
| 31/1/2009  | 日本     | 東京 | 草1600 | GIII | 東京新聞盃            | 56   | 田中勝春 | 6    | 16   | 1    | 1:36.9 | （Captain Vega）  |
| 18/4/2009  | 日本     | 阪神 | 草1600 | GII  | 讀賣盃                | 57   | 田中勝春 | 2    | 10   | 5    | 1:34.2 | 超級黃蜂          |
| 7/6/2009   | 日本     | 東京 | 草1600 | GI   | 安田紀念              | 58   | 田中勝春 | 8    | 18   | 13   | 1:34.9 | 伏特加            |
| 24/10/2009 | 日本     | 東京 | 草1600 | GIII | 富士錦標              | 57   | 田中勝春 | 3    | 18   | 1    | 1:33.3 | （丸河勝驥）      |
| 22/11/2009 | 日本     | 京都 | 草1600 | GI   | 一哩冠軍賽            | 57   | 田中勝春 | 7    | 18   | 5    | 1:33.5 | カンパニー        |
| 30/1/2010  | 日本     | 東京 | 草1600 | GIII | 東京新聞盃            | 57   | 田中勝春 | 3    | 16   | 6    | 1:32.7 | 結伴行            |
| 28/2/2010  | 日本     | 中山 | 草1800 | GII  | 中山紀念              | 57   | 田中勝春 | 11   | 16   | 10   | 1:53.4 | Tosen Crown       |
| 6/6/2010   | 日本     | 東京 | 草1600 | GI   | 安田紀念              | 58   | 田中勝春 | 3    | 18   | 12   | 1:32.7 | 昭和革新          |
| 21/11/2010 | 日本     | 京都 | 草1600 | GI   | 一哩冠軍賽            | 57   | 田中勝春 | 12   | 18   | 12   | 1:32.5 | 榮進快蹄          |
| 5/1/2011   | 日本     | 中山 | 草2000 | GIII | 東京新聞盃            | 57   | 田中勝春 | 1    | 16   | 14   | 2:00.5 | Cosmo Phantom     |
| 17/4/2011  | 日本     | 阪神 | 草1600 | GII  | 讀賣盃                | 57   | 田中勝春 | 14   | 18   | 18   | 1:34.5 | 國際高球          |
| 7/8/2011   | 日本     | 新潟 | 草1600 | GIII | 關屋紀念              | 57   | 木幡初廣 | 2    | 12   | 8    | 1:33.4 | Rainbow Pegasus   |
| 22/10/2011 | 日本     | 東京 | 草1600 | GIII | 富士錦標              | 56   | 丸田恭介 | 1    | 17   | 17   | 1:36.1 | 榮進神駒          |
| 6/11/2011  | 日本     | 東京 | 草2500 | GII  | 阿根廷共和國盃        | 55   | 田中勝春 | 16   | 18   | 7    | 2:32.5 | 始創先鋒          |
| 22/1/2012  | 日本     | 中山 | 草2200 | GII  | 美國賽馬會盃          | 56   | 田中勝春 | 1    | 11   | 6    | 2:19.1 | 統治地位          |
| 18/2/2012  | 日本     | 東京 | 草3400 | GIII | 鑽石錦標              | 55   | 田中勝春 | 9    | 16   | 16   | 3:53.1 | Keiai Dosojin     |
| 25/11/2012 | 日本     | 東京 | 草1600 | OP   | 首都錦標              | 56   | 田中勝春 | 17   | 18   | 18   | 1:34.8 | Yamanin Whisker   |

## 退役後
退役後，由於絕頂良駒經已接受閹割，所以不能進行配種工作，因而在千葉縣富里市成田乘馬俱樂部休養，在2013年作為乘騎馬使用。
其後被轉移至千葉縣成田市互動馬匹學校，作為馬術競技馬使用。
2025年從馬術競技馬退役，在同地進行養老生活。

## 血統簡介
父系谷野美酒是1999年出生的日本馬匹，曾勝出東京優駿，亦在多場一級賽事中上名，因傷退役在社台牧場配種且子嗣成績不俗，其餘成績較好的馬匹有伏特加以及笑臉傑克。祖父百仁時間爲美國賽駒，曾勝出當地二級賽，退役後在日本配種，和週日寧靜及東來兵被一同稱爲「改變日本賽馬的三匹種馬」。
母系Prime Stage為日本賽駒，生涯戰績不俗，曾勝出札幌三歲錦標，亦於櫻花賞跑獲季軍。外祖父週日寧靜是美國三冠賽雙冠馬，退役後在日本配種，在日本馬壇相當成功，贏得多項分級賽事，其子嗣贏得巨額獎金。

### 血統表
| 父線：雷弼圖系（Hail to Reason系）                |                               |                 |                 |
| 種馬 谷野美酒 1999年（棗色）                      | 百仁時間 1985年（深棗色）     | 雷弼圖          | Hail to Reason  |
| 種馬 谷野美酒 1999年（棗色）                      | 百仁時間 1985年（深棗色）     | 雷弼圖          | Breamalea       |
| 種馬 谷野美酒 1999年（棗色）                      | 百仁時間 1985年（深棗色）     | Kelley's Day    | Graustark       |
| 種馬 谷野美酒 1999年（棗色）                      | 百仁時間 1985年（深棗色）     | Kelley's Day    | Golden Trail    |
| 種馬 谷野美酒 1999年（棗色）                      | Tanino Crystal 1988年（栗色） | Crystal Palace  | Caro            |
| 種馬 谷野美酒 1999年（棗色）                      | Tanino Crystal 1988年（栗色） | Crystal Palace  | Hermieres       |
| 種馬 谷野美酒 1999年（棗色）                      | Tanino Crystal 1988年（栗色） | Tanino Sea-Bird | Sea-Bird        |
| 種馬 谷野美酒 1999年（棗色）                      | Tanino Crystal 1988年（栗色） | Tanino Sea-Bird | Flaxen          |
| 繁殖雌馬 Prime Stage 1992年（深棗色）             | 週日寧靜 1986年（棕色）       | Halo            | Hail to Reason  |
| 繁殖雌馬 Prime Stage 1992年（深棗色）             | 週日寧靜 1986年（棕色）       | Halo            | Cosmah          |
| 繁殖雌馬 Prime Stage 1992年（深棗色）             | 週日寧靜 1986年（棕色）       | Wishing Well    | Understanding   |
| 繁殖雌馬 Prime Stage 1992年（深棗色）             | 週日寧靜 1986年（棕色）       | Wishing Well    | Mountain Flower |
| 繁殖雌馬 Prime Stage 1992年（深棗色）             | Dyna Actress 1983年（棗色）   | 北方風味        | 北地舞人        |
| 繁殖雌馬 Prime Stage 1992年（深棗色）             | Dyna Actress 1983年（棗色）   | 北方風味        | Lady Victoria   |
| 繁殖雌馬 Prime Stage 1992年（深棗色）             | Dyna Actress 1983年（棗色）   | Model Sprort    | Model Fool      |
| 繁殖雌馬 Prime Stage 1992年（深棗色）             | Dyna Actress 1983年（棗色）   | Model Sprort    | Magic Goddess   |
| 雌系：號族：15-a                                  |                               |                 |                 |
| 五代內近親交配：Hail to Reason 4×4、Graustark 4×5 |                               |                 |                 |

## 命名由來
名字Absolute（アブソリュート）意思為「絕對」，香港則加以聯想，翻譯為「絕頂良駒」。

## 外部連結
- 絕頂良駒 netkeiba.com
- 血統表